# Forêt nationale de Deschutes
Pour les articles homonymes, voir Deschutes.
La forêt nationale de Deschutes est une forêt nationale située dans l'Oregon au nord-ouest des États-Unis. Elle s'étend sur les comtés de Deschutes, Klamath, Lake et Jefferson.
Elle est située du côté oriental de la chaîne des Cascades et s'étend sur une surface de 7 284 km2. Elle est traversée par le sentier du Pacific Crest Trail. Le film Une bible et un fusil, qui met en scène John Wayne, a été tourné en partie dans la forêt nationale de Deschutes. Elle a été visitée par 3 162 000 visiteurs en 2006.

## Galerie

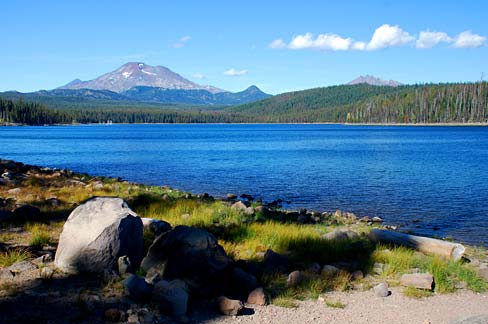
Le lac Elk
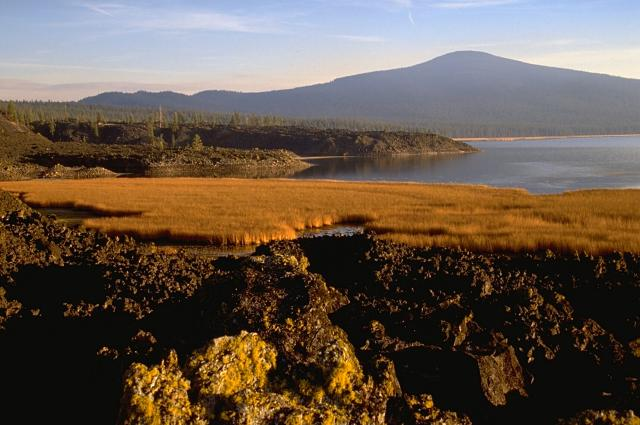
Le lac Davis
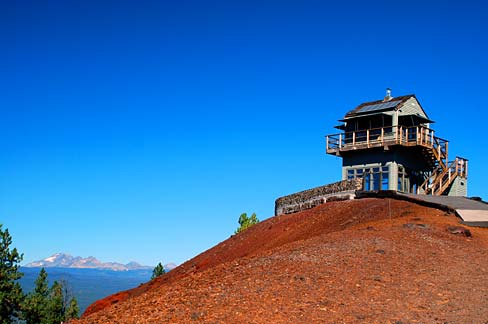
Surveillance du feu sur la Lava Butte